# Аристодама
Аристодама (др.-греч. Ἀριστοδάμα) — древнегреческая поэтесса, получившая известность благодаря беспримерному признанию её таланта современниками.

## Биография
Дочь Аминты из города Смирна, получила награды от этолийских городов Ламии и Халея в 218/217 году до н. э.

## Признание заслуг
Аристодама известна нам по надписи из города Ламия (конец III века до н. э.). Она прибыла туда из Смирны и устроила публичные чтения своих стихов. Восхищенные граждане Ламии издали постановление, согласно которому ей даровали те же почести, что и мужчинам. Она получила гражданские права, право владения недвижимостью (женщины такого права не имели), была объявлена благодетелем (Εὐεργέτης) и проксеном. Так как специальных почестей для женщин у греков просто не было, ламийцам de facto пришлось приравнять Аристодаму к мужчинам.